# De Kuyper
De Kuyper Royal Distillers B.V. ist ein niederländischer Likör- und Spirituosenhersteller mit Sitz in Schiedam und Weltmarktführer im Bereich Buntliköre.
Das 1695 von Petrus De Kuyper gegründete Unternehmen befindet sich in der elften Generation im Familienbesitz und wurde 1995 anlässlich des 300-jährigen Unternehmensjubiläums von Königin Beatrix zu Royal Distillers ernannt.
De Kuyper wird heute in mehr als 100 Länder exportiert und setzt nach eigenen Angaben jährlich mehr als 50.000.000 Flaschen um. Die Produkte von De Kuyper werden in Deutschland von Borco-Marken-Import vertrieben.

## Geschichte
Petrus De Kuyper begann zunächst mit dem Herstellen von Fässern und Behältnissen zum Transport von Bier und Spirituosen. Seit 1752 besaß die Familie De Kuyper eine Brennerei in Schiedam, die durch ihre Gin- und Geneverproduktion bekannt wurde. Im 19. Jahrhundert weitete das Unternehmen sein Exportgeschäft auf den gesamten europäischen Kontinent, Großbritannien und Kanada aus. Im Jahre 1911 wurde eine neue Brennerei gebaut und in der Folgezeit eine Likörproduktion aufgebaut. In den 1960er Jahren hatte sich die Herstellung von Gin und Genever überholt und der vermehrt aufkommende Konsum von Cocktails führte zu einem sprunghaften Anstieg der Nachfrage nach Buntlikören. Dieser hält bis heute an, da die zahlreichen Geschmacksrichtungen und Farbvarianten der Liköre den Barkeepern eine Vielzahl an Möglichkeiten bei der Cocktailherstellung bieten.
Haupt-Wettbewerber auf dem deutschen Markt ist die – ebenfalls niederländische – Marke Bols.

## Produkte
Das Likörsortiment von De Kuyper umfasst alle gängigen Likörgattungen, darunter Cherry Brandy, Maraschino, Triple Sec, Curaçao-Liköre in verschiedenen Farben, Crème de Cassis, Amaretto, Crème de Menthe, Crème de Cacao, Apricot Brandy, Parfait Amour sowie zahlreiche weitere Frucht-, Cream- und Gewürzliköre. Zu den bekannten Marken von De Kuyper zählen außerdem Bessenjenever mit roten Johannisbeeren, die Apfelspirituose Apple Schnapps, der Eierlikör De Kuyper Advocaat, der Kräuterlikör Schipperbitter und der Bitter-Aperitif Oranjebitter. Darüber hinaus stellt De Kuyper nach wie vor Genever her. Auch Cocktailbitter und Grenadine-Sirup werden angeboten.
Marken aus dem Hause De Kuyper, die ohne den Zusatz De Kuyper vertrieben werden, sind der Pfirsichlikör Peachtree, der Lychee-Likör Kwaih Feh und Mandarine Napoléon.

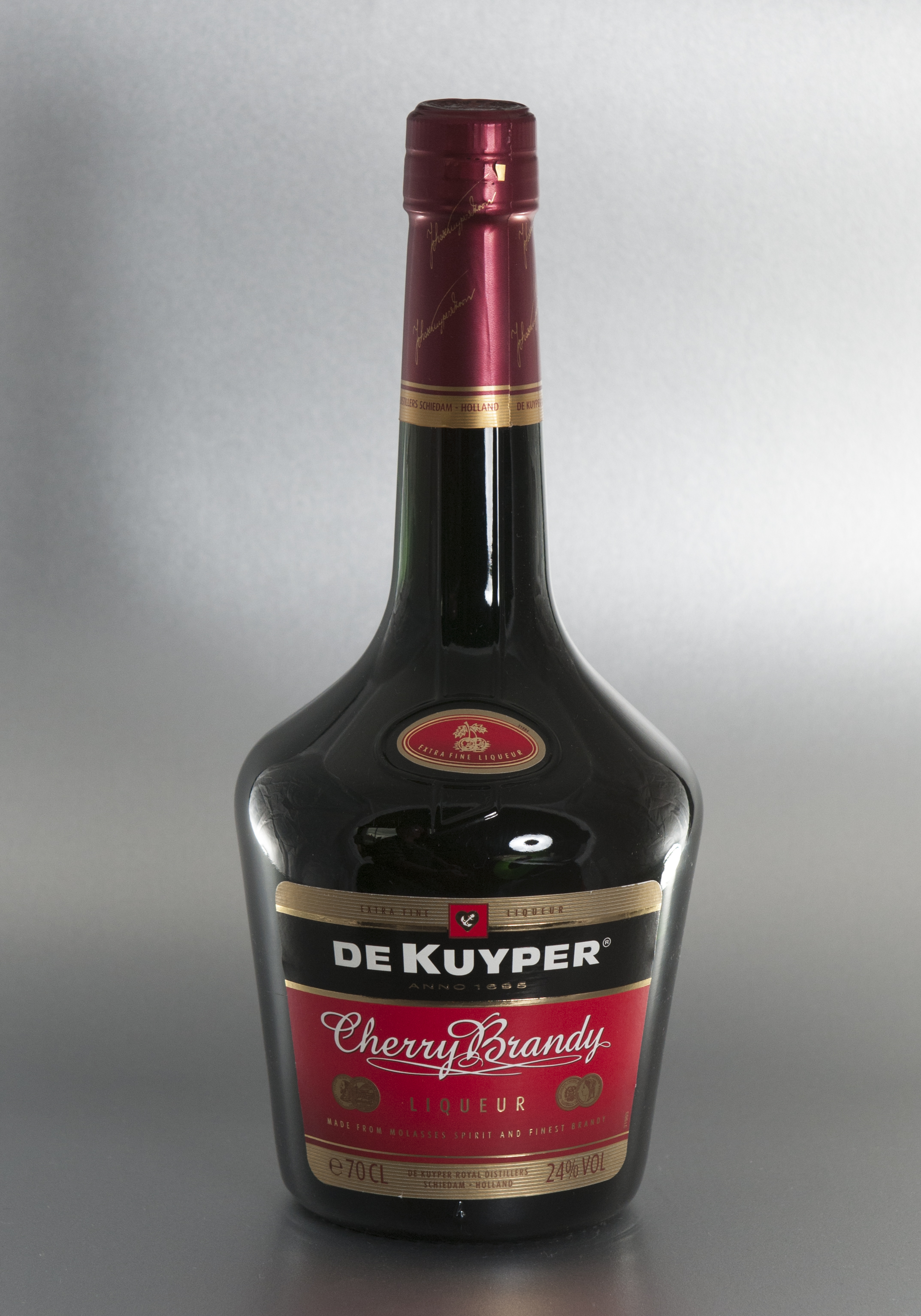
Cherry Brandy (2016) im traditionellen Flaschendesign
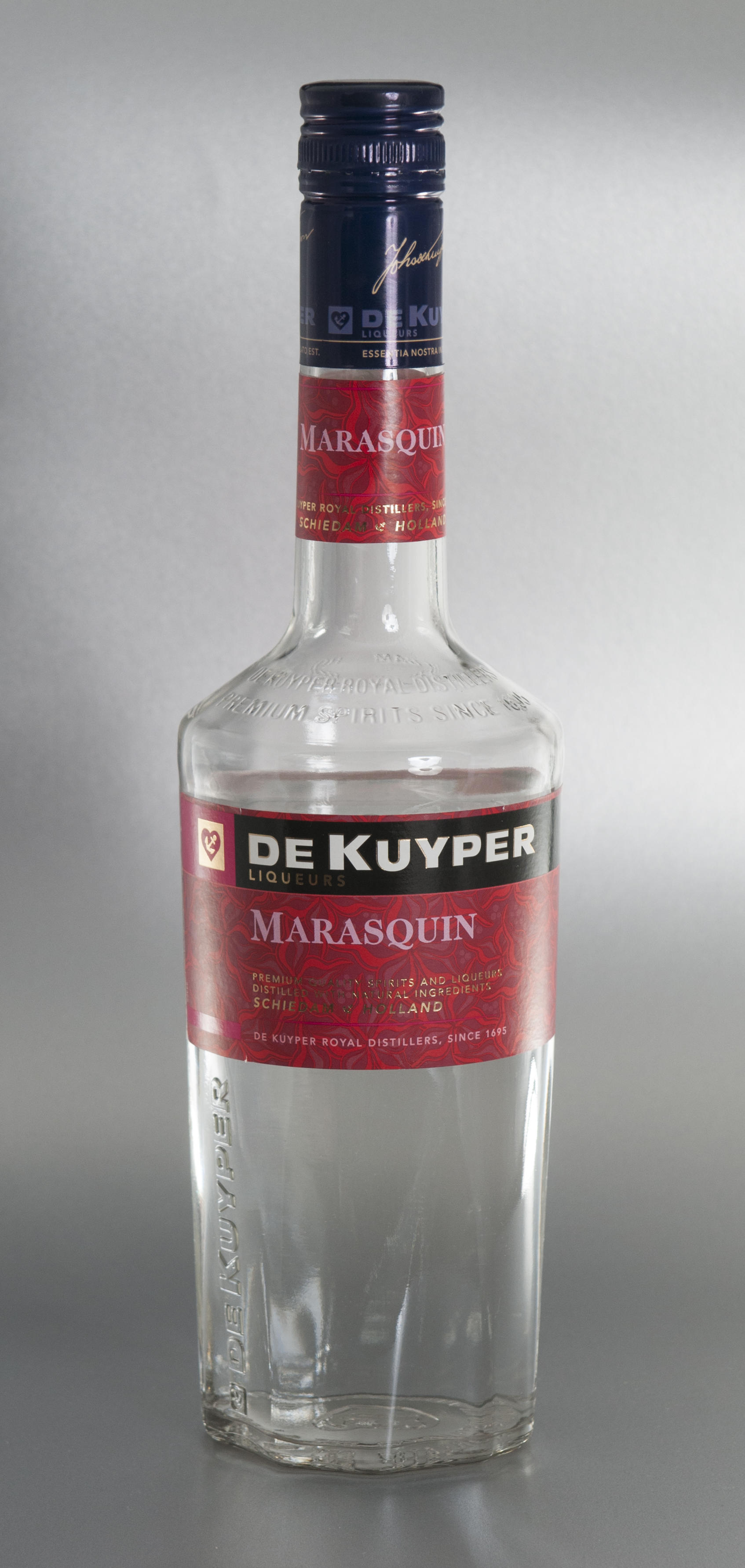
Marasquin (Maraschino, 2016)
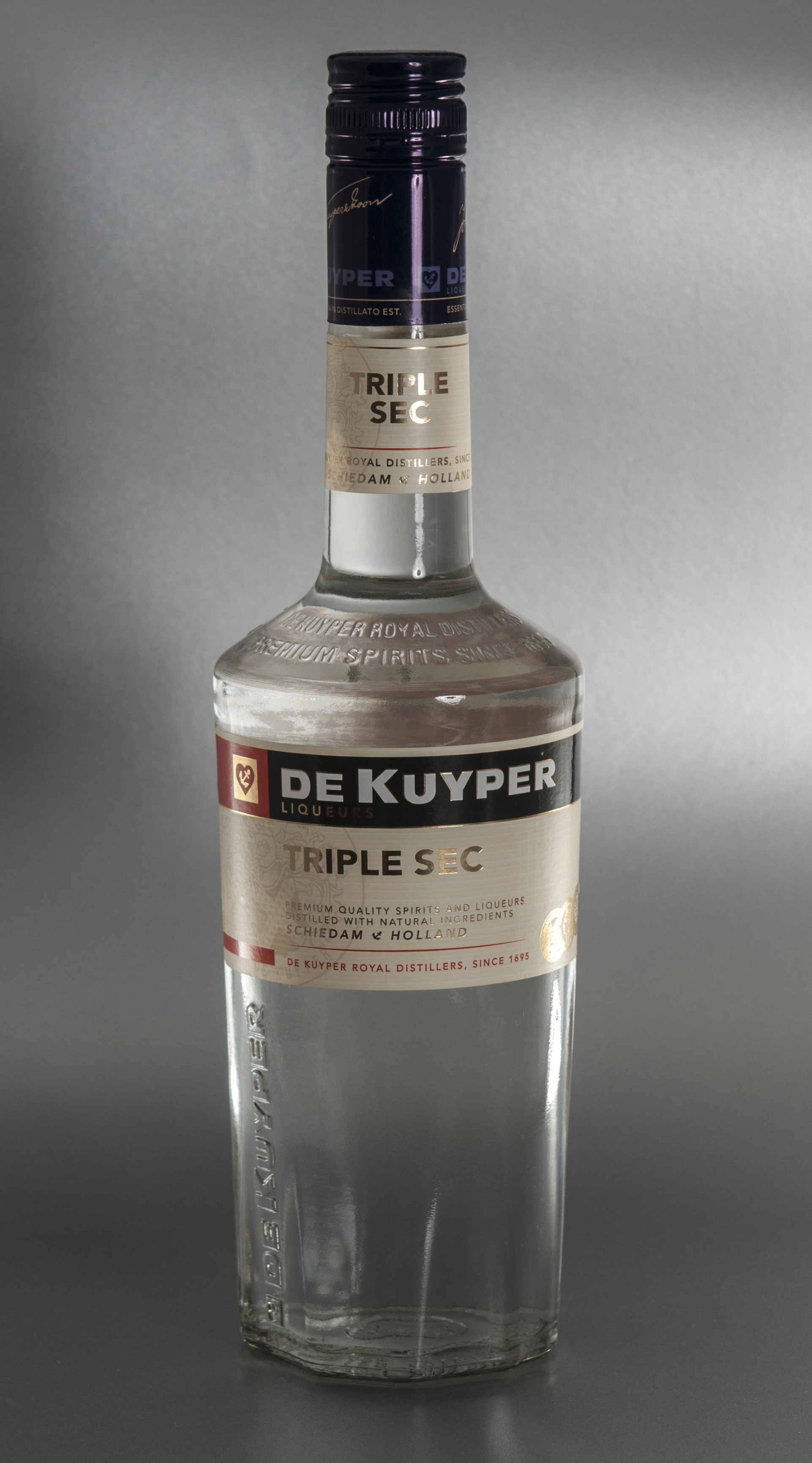
Triple Sec Curaçao (2016)
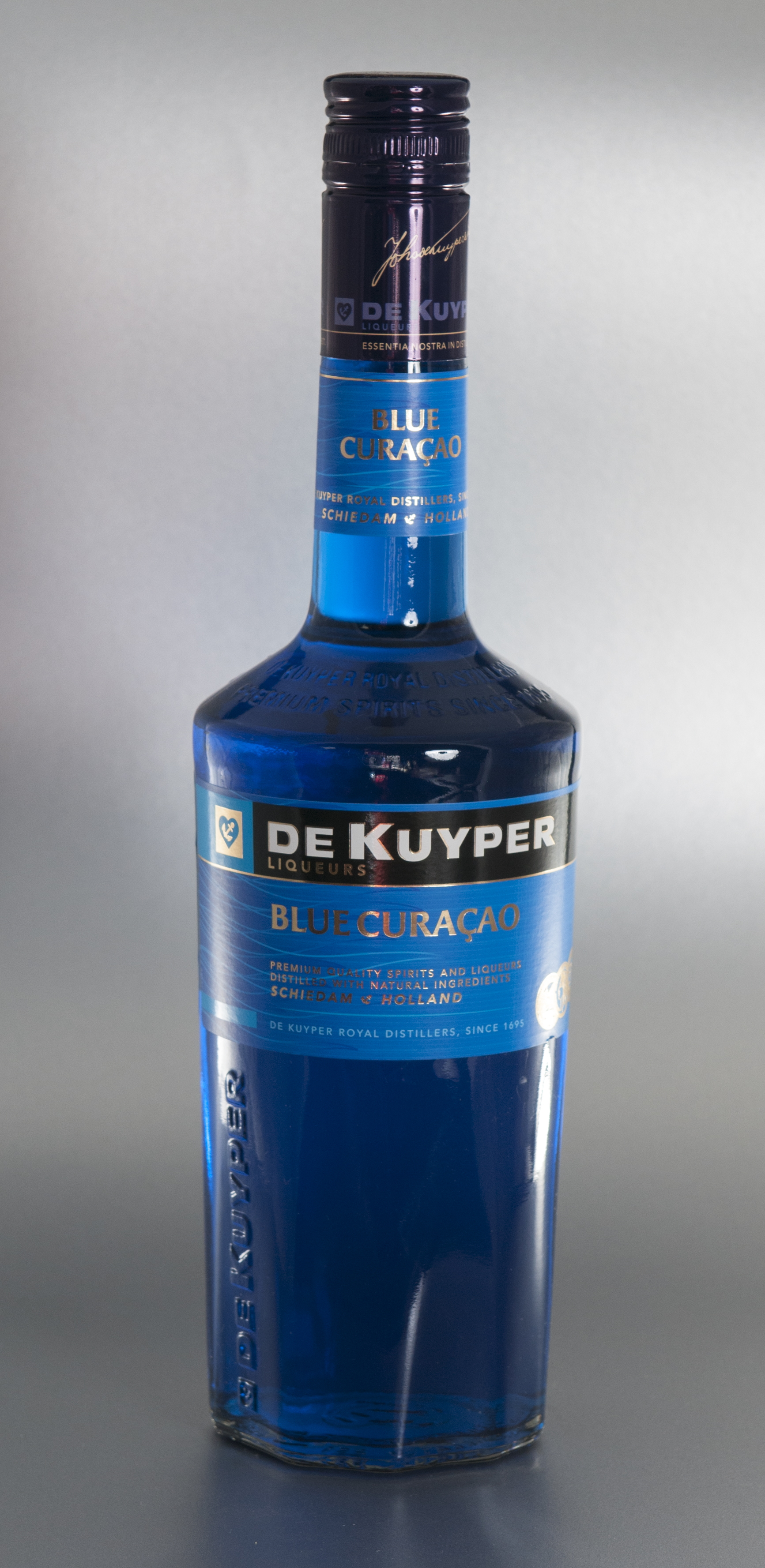
Blue Curaçao (2016)
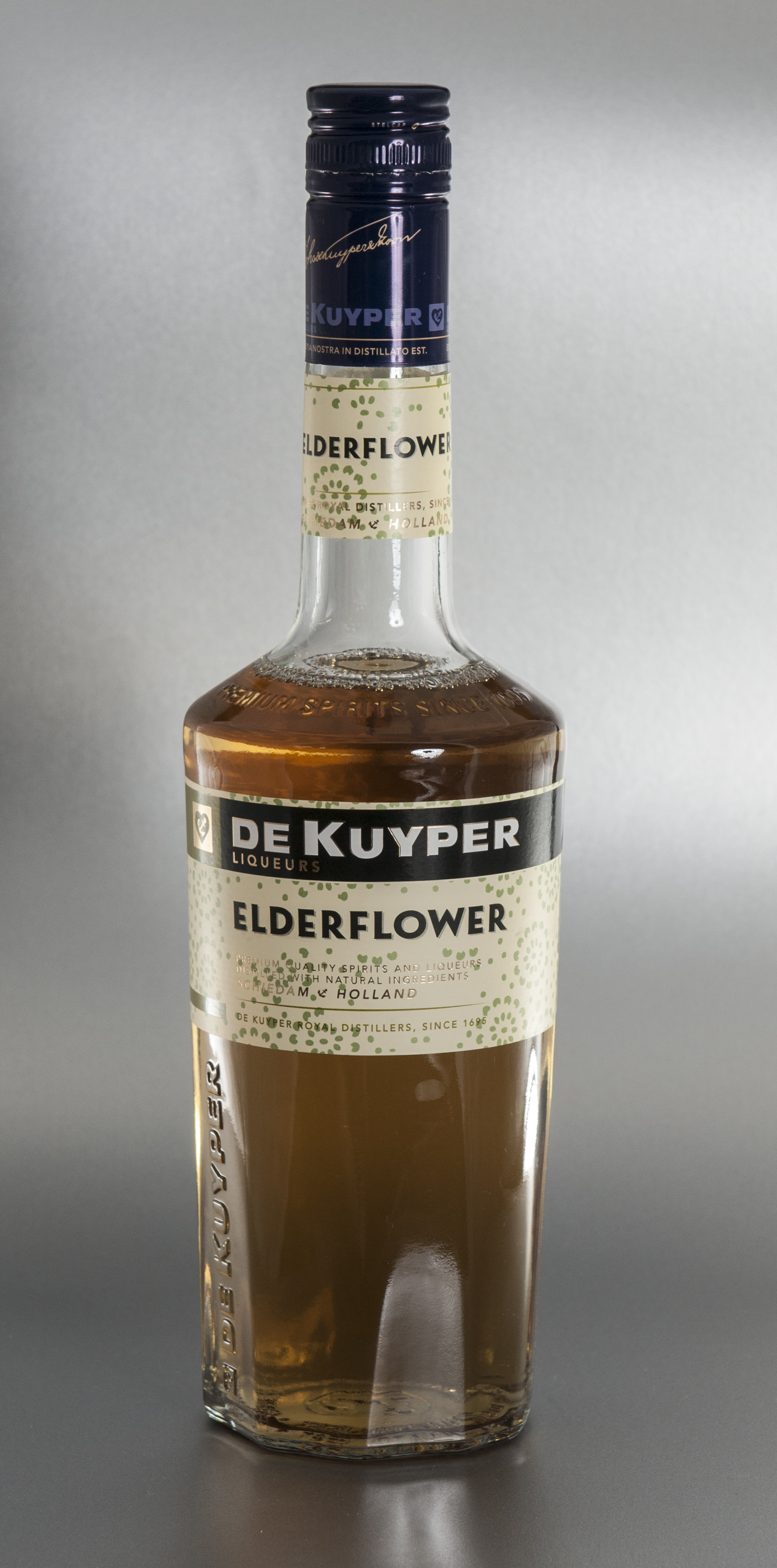
Elderflower Liqueuer (Holunderblütenlikör, 2016)
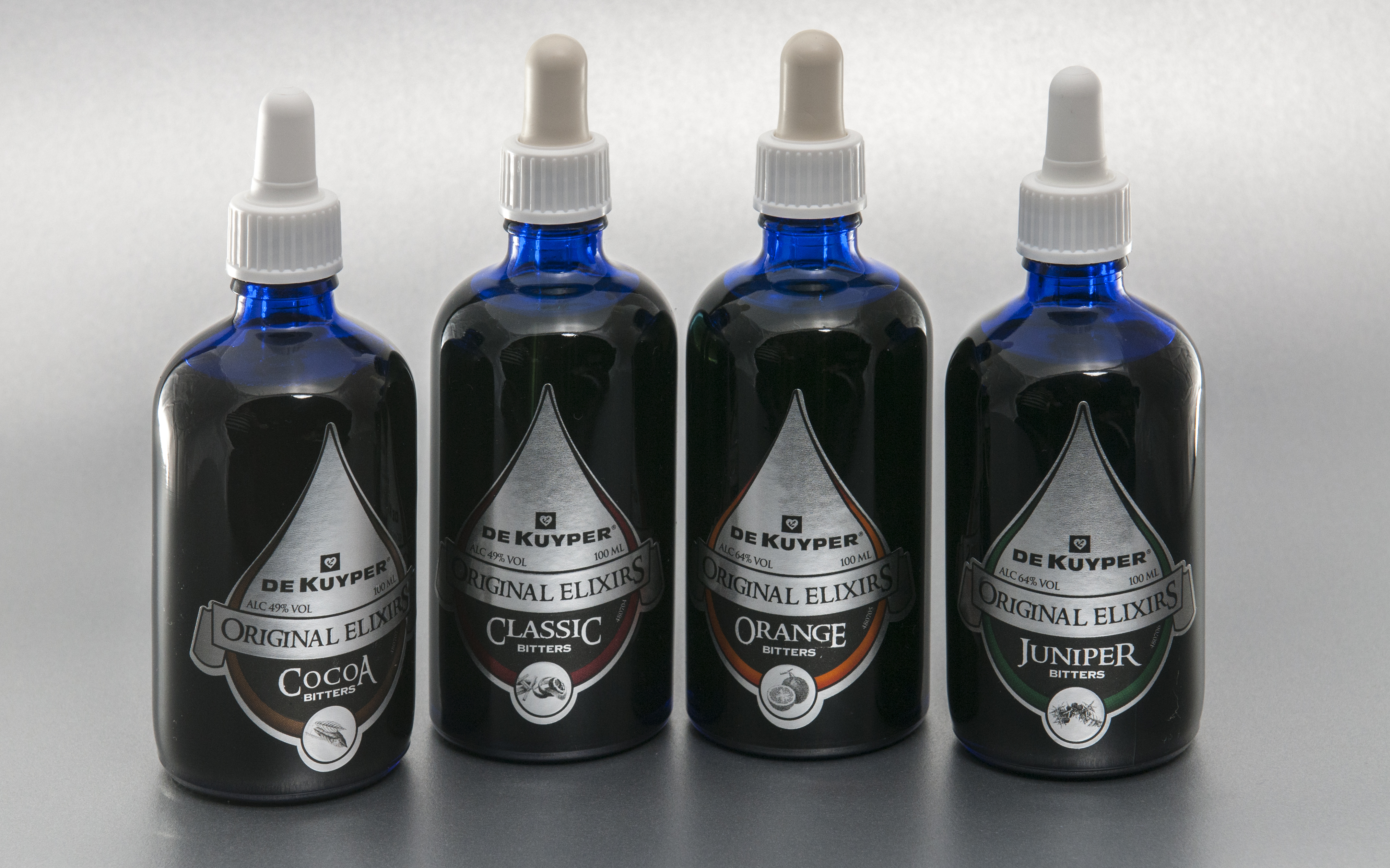
Cocktailbitter